# Sârbi, Bacău
Sârbi este un sat în comuna Podu Turcului din județul Bacău, Moldova, România.